# 未来回帰線
「未来回帰線」（みらいかいきせん）は、橋本みゆきの18枚目のシングル。2010年8月11日にLantisから発売された。

## 概要
前作「prism celebration」から4ヶ月ぶりのリリースとなる2010年3作目のシングル。表題曲はテレビアニメ『祝福のカンパネラ』のエンディングテーマとして使用された。CDジャケットには、レスター・メイクラフト、ミネット、カリーナ・ベルリッティ、チェルシー・アーコット、アニエス・ブーランジュ、サルサ・トルティア、リトス・トルティアが描かれている。

## 収録曲
1. 未来回帰線 [4:53]
  - 作詞：畑亜貴、作曲・編曲：虹音
  - テレビアニメ『祝福のカンパネラ』エンディングテーマ
2. 素直なままで [3:57]
  - 作詞：橋本みゆき、作曲・編曲：山口朗彦
3. 未来回帰線（off vocal）
4. 素直なままで（off vocal）

## 収録アルバム
| 曲名       | 収録アルバム        | 発売日         | 備考                |
| ---------- | ------------------- | -------------- | ------------------- |
| 未来回帰線 | 『espressivo』      | 2010年11月24日 | 5thベスト・アルバム |
| 未来回帰線 | 『ten years carat』 | 2013年6月12日  | 6thベスト・アルバム |